# برون‌راند بهنجار

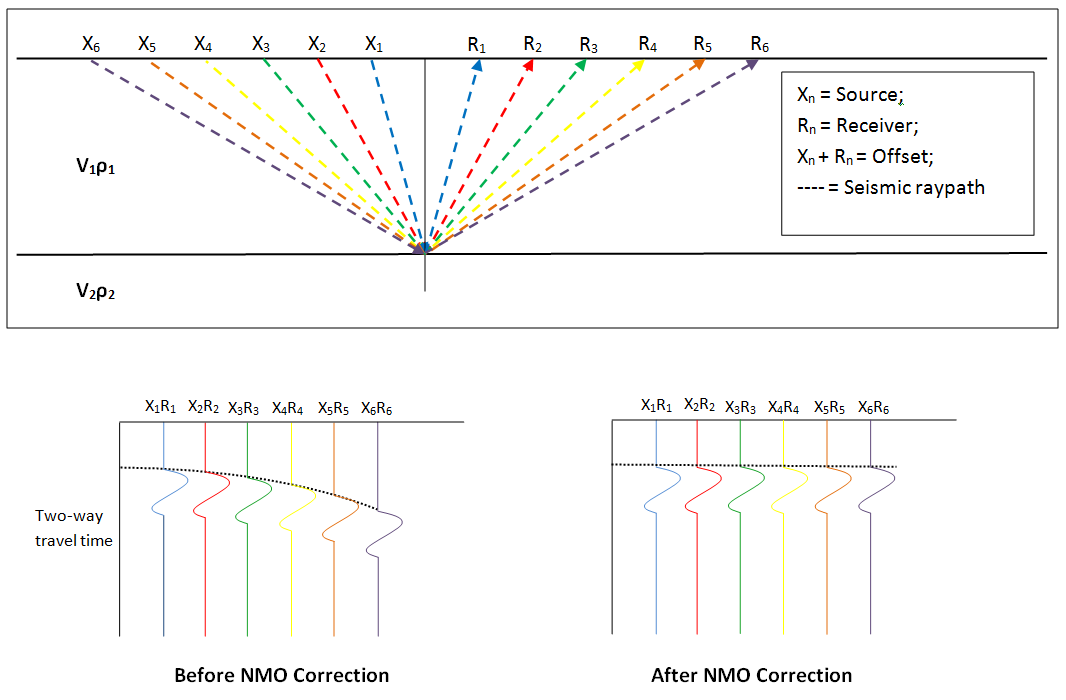
داده‌های لرزه‌ای بر اساس نقطه میانی مشترک مرتب شده و سپس برای برون‌راند بهنجار تصحیح می‌شوند.

در لرزه‌شناسی بازتابی، برون‌راند بهنجار (انگلیسی: Normal moveout) یا NMO اثری را که فاصله بین یک منبع لرزه ای و یک گیرنده بر زمان رسیدن یک بازتاب لرزه‌ای به شکل افزایش زمان با دوراُفت دارد را توصیف می‌کند. رابطه بین زمان رسیدن و دوراُفت آن به‌شکل تابع هذلولوی است و این معیاری اصلی است که یک ژئوفیزیک‌دان برای تصمیم‌گیری در مورد بازتابی بودن یا نبودن یک رویداد از آن استفاده می‌کند. برون‌راند بهنجار با برون‌راند شیب (DMO) که تغییری سیستماتیک در زمان رسیدن به دلیل یک لایه پرشیب است، متفاوت است.
برون‌راند بهنجار به ترکیب پیچیده‌ای از عوامل از جمله سرعت بالای بازتابنده، دوراُفت، شیب بازتابنده و آزیموت گیرنده منبع نسبت به شیب بازتابنده بستگی دارد.